# Ilia Ionov
Pour les articles homonymes, voir Ionov.
Ilia Ionovitch Ionov (russe : Илья Ионович Ионов) de son nom de naissance Bernstein (Бернштейн), né le 1er décembre 1887 (13 décembre dans le calendrier grégorien) à Odessa, en Ukraine, alors dans l'Empire Russe, et mort en 1942 dans un camp de travail du Dalstroï, est un révolutionnaire, journaliste, éditeur et poète russe et soviétique.

## Biographie
Ilia Ionov est en 1887 dans une famille bourgeoise d'Odessa. Il commence à travailler à 12 ans dans une imprimerie. Entre 1900 et 1905, il suit les cours d'une école d'art, mais est exclu.
Il rejoint le Parti ouvrier social-démocrate de Russie en 1904. Il est arrêté plusieurs fois pour activité révolutionnaire. Il est condamné à l'exil en 1906, s'échappe et est repris. En 1907, la dureté de ses conditions de détention le conduit à une tentative de suicide,.
En novembre 1908, il est condamné à 8 ans de travaux forcés pour avoir appartenu à l'organisation de combat du comité du POSDR de Saint-Pétersbourg. Il est détenu dans plusieurs bagnes, dont celui de la forteresse de Schlüsselburg (Orechek) (ru),.
Il travaille ensuite dans l'atelier d'édition de Priboï («Прибой», Le Ressac), qui est la première publication légale de la fraction bolchevique du parti. Elle commence à paraître à Saint-Pétersbourg à la fin 1912, et est sous le contrôle de son comité central. Il publie également dans le journal Pravda.
En 1913, il est exilé en Sibérie, d'abord à Narym (ru), dans le gouvernement de Tomsk, puis en 1915 dans le village de Toutoura, dans l'ouiezd de Verkholensk (ru) du gouvernement d'Irkoustk, où il vit jusqu'à la révolution de février 1917.
Après la révolution d'Octobre, il collabore au Proletkoult, organisation artistique et littéraire promouvant un art prolétarien absous de toute influence bourgeoise. En 1918, il est président de la direction des publications du soviet de Petrograd et rédacteur du journal Plamia («Пламя», La Flamme). De 1919 à 1923 il dirige les éditions d'État de Petrograd (Petrogossizdat (ru)).
En 1920 il accompagne le président du comité exécutif de l'Internationale communiste, Grigori Zinoviev, dans un voyage en Allemagne. Il y fait l'acquisition d'œuvres d'art, dont celles de la Camaraderie de l'art prolétaire de Friedrich Brass, qui arrivent par la mer à Petrograd.
En 1924 et 1925, il dirige le département de Leningrad des éditions d'État (Gosizdat) où il se montre un fervent exécutant de la ligne du parti. En 1924, il fait fermer les éditions de la Littérature mondiale créées par Maxime Gorki,. Il interdit la publication du livre d'Ilya Ehrenbourg Le profiteur («Рвач»), après lui avoir écrit le billet : « les livres ne peuvent sortir des limites de l'URSS ».
Il est également membre en 1924 et 1925 de la commission centrale de contrôle (ru) et directeur adjoint du département de la presse du comité central du parti communiste de Russie (bolchévique).
De 1926 au début 1928, il est envoyé à l'étranger, aux USA, auprès du «All-Russian textile syndicate». Il s'occupe des achats de coton.
De 1928 à 1930, il dirige les éditions Terre et fabrique (Земля и фабрика (ЗиФ)), après avoir organisé l'exclusion du parti et l'éviction de Vladimir Narbout du poste de président de ces éditions.
Il dirige de 1928 à 1932 les éditions Academia (ru). Le 25 janvier 1932 Gorki écrit de Sorente à Staline pour demander qu'il soit mis fin à ses fonctions. Il est remplacé le 1er avril par Lev Kamenev. Il est alors nommé président de la société Mezhdunaródnaya Kniga.
Il est victime des répressions staliniennes en 1937, et meurt en 1942 à Iagodnoïe, dans le Sevlag (ru), un camp du Dalstroï,. Il est réhabilité en 1956.
Sa sœur, Zlata Lilina, seconde femme de Grigori Zinoviev, a été une militante bolchevique et pédagogue soviétique.

## Œuvre
Ilia Ionov a écrit des vers pendant deux périodes de sa vie : d'abord dans la clandestinité, puis pendant le communisme de guerre. Ses thèmes de prédilection sont la révolution, le travail, l'usine en tant que catégories abstraites. Son écriture est caractérisée par un « symbolisme cosmique », et l'usage de l'hyperbole comme mode de représentation et la sacralisation de l'action.
Il a publié quelques recueils et ouvrages séparés :
- (ru) Алое поле : Стихотворения [« La plaine vermeille. Poésies »], Saint-Pétersbourg, Б. и. /  рибой, coll. « Солдатская и крестьянская библиотека / Российская социал-демократич. рабочая партия » (no 18),‎ 1917, 29 p. (lire en ligne) ;
- (ru) Колос : Стихотворения [« Colosse : poésies »], Saint-Pétersbourg, Гос. изд-во,‎ 1921, 30 p. (lire en ligne) ;
- (ru) Владимир Осипович Лихтенштадт (Мазин) : Некролог [« Vladimir Ossipovitch Lichtenstadt (ru) (Mazine) : nécrologie »], Saint-Pétersbourg, Гос. изд-во,‎ 1921, 16 p..

## Personnalité
Dans la lettre à Staline du 25 janvier 1932, Maxime Gorki fait d'Ilia Ionov le portrait à charge suivant :

« Ionov aime le livre, c'est, de mon point de vue, la seule de ses qualités, mais il n'est pas assez instruit pour diriger une telle activité [Academia]. Je le connais depuis ses dix-ans, l'ai observé pendant trois ans, et il me faisait alors l'impression d'un homme psychologiquement déséquilibré, extrêmement - en aristocrate - grossier dans ses relations avec les gens et incapable d'un travail responsable. J'ai eu l'impression que son voyage en Amérique l'avait un peu guéri, mais je me trompais, l'Amérique a seulement développé en lui l'arrogance, la fatuité et la grossièreté bourgeoise, celle d'un propriétaire. Il ne supporte tout simplement pas les gens plus intelligents et plus instruits que lui et sa nature est d'être un individualiste incurable, au sens le pire du mot. »

Sergueï Essénine, au cours d'un séjour à Leningrad, a rencontré Ilia Ionov. Leurs conversations, qui ont porté sur les conditions de détention dans la forteresse de Schlüsselburg et dans les autres prisons où Ionov avait été incarcéré, auraient inspiré le poème d'Essénine Les 36.
Il écrivit de lui-même en 1925 : « je peux m'emporter contre un homme, mais je ne suis pas capable de délation. En tant que communiste, je prends toujours sur moi la responsabilité de ce que fait le parti, mais vous savez que je n'ai jamais fait enfermer personne, et que j'ai libéré de prison beaucoup de gens ».